# Amid the Noise and Haste
Amid the Noise and Haste è il quinto album in studio dei SOJA, uscito nel 2014 con la ATO Records.

## Tracce
1. Tear It Down
2. Your Song (feat. Damian Jr. Gong Marley)
3. I Believe (feat. Michael Franti & Nahko)
4. Easier (feat. Anuhea & J Boog)
5. Shadow (feat. Trevor Young)
6. Once Upon a Time
7. Promises and Pills (feat. Alfred the MC)
8. Signature
9. She Still Loves Me (feat. Collie Buddz)
10. Wait
11. Better
12. Treading Water
13. Lucid Dreams (feat. Nahko)
14. Driving Faster (feat. Bobby Lee) *
15. Talking To Myself *
16. Translation of One *
17. Like It Used To (feat. Mala Rodríguez) *

(*) - Bonus track